# Chassant
Chassant est une commune française située dans le département d'Eure-et-Loir, en région Centre-Val de Loire.

## Géographie

### Situation
Situé à 130 km de Paris, entre Chartres et Nogent-le-Rotrou, Chassant est une petite commune du Perche.

Situation géographique
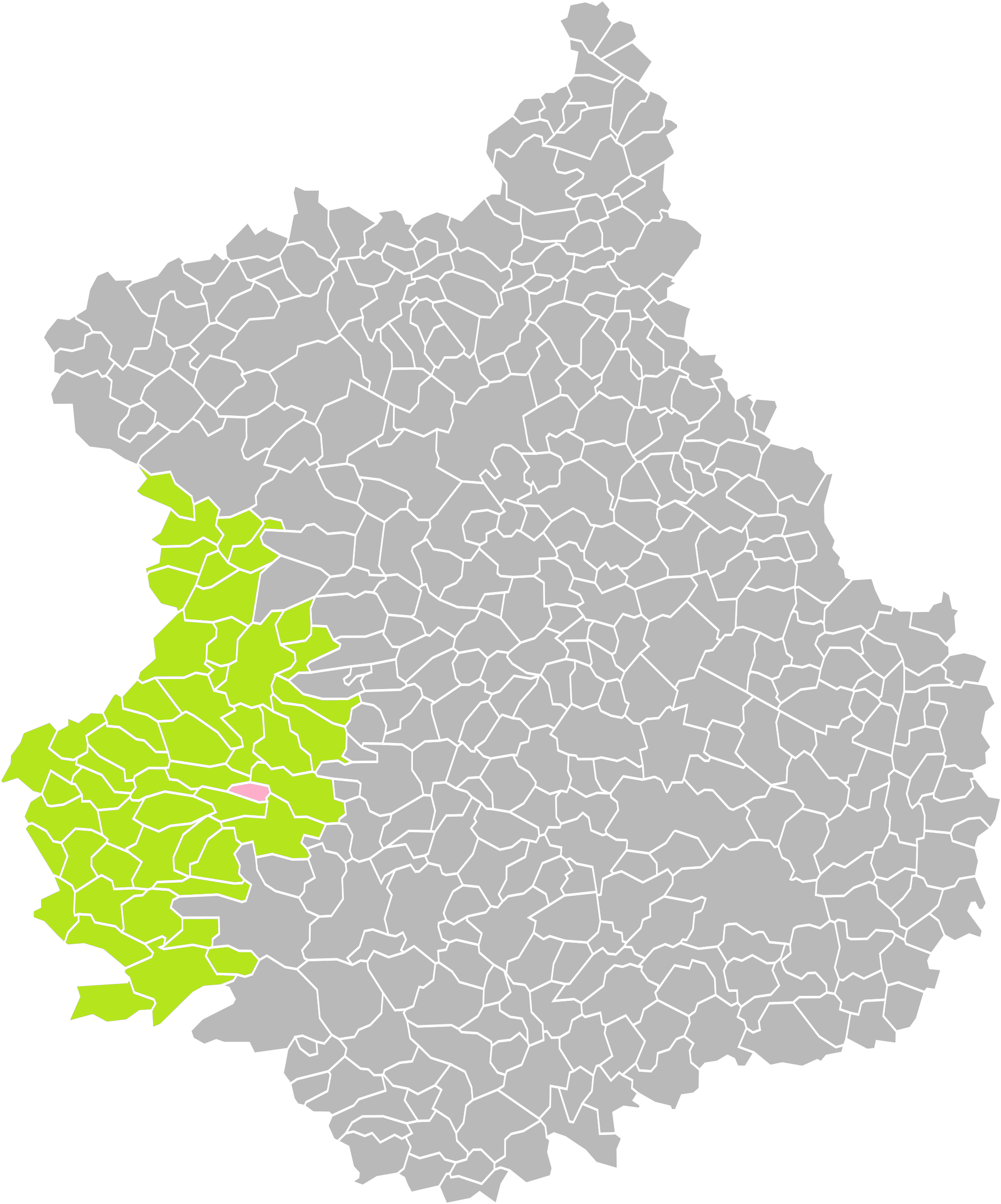
Chassant dans son arrondissement.
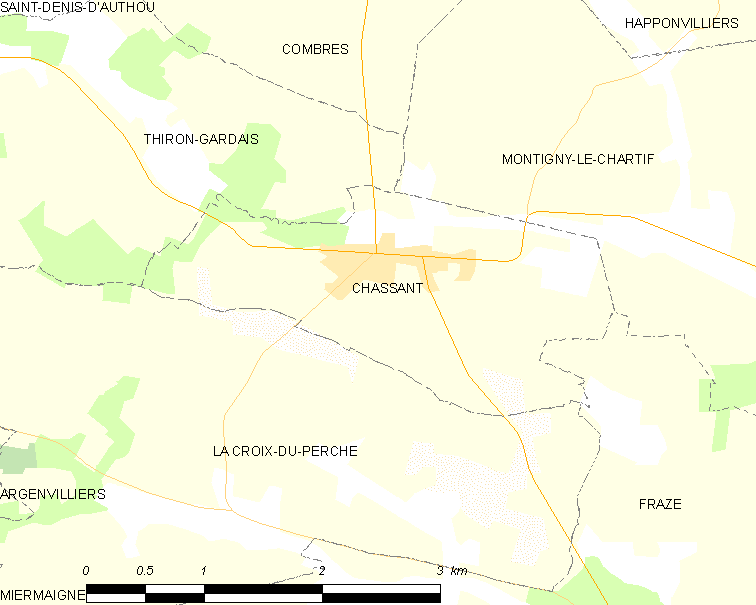
Carte de la commune de Chassant.

### Communes limitrophes
| Thiron-Gardais |                    | Montigny-le-Chartif |
|                | Chassant           |                     |
|                | La Croix-du-Perche | Frazé               |

### Hydrographie
La commune est traversée par la rivière la Thironne, affluent en rive droite du Loir, lui-même sous-affluent de la Loire par la Sarthe et la Maine.

### Climat
Pour des articles plus généraux, voir Climat du Centre-Val de Loire et Climat d'Eure-et-Loir.
En 2010, le climat de la commune est de type climat océanique dégradé des plaines du Centre et du Nord, selon une étude du CNRS s'appuyant sur une série de données couvrant la période 1971-2000. En 2020, Météo-France publie une typologie des climats de la France métropolitaine dans laquelle la commune est exposée à un climat océanique altéré et est dans la région climatique  Normandie (Cotentin, Orne), caractérisée par une pluviométrie relativement élevée (850 mm/a) et un été frais (15,5 °C) et venté. 
Pour la période 1971-2000, la température annuelle moyenne est de 10,2 °C, avec une amplitude thermique annuelle de 14,8 °C. Le cumul annuel moyen de précipitations est de 720 mm, avec 12,1 jours de précipitations en janvier et 7,8 jours en juillet. Pour la période 1991-2020, la température moyenne annuelle observée sur la station météorologique de Météo-France la plus proche, sur la commune de Miermaigne à 7 km à vol d'oiseau, est de 11,1 °C et le cumul annuel moyen de précipitations est de 755,3 mm,. Pour l'avenir, les paramètres climatiques de la commune estimés pour 2050 selon différents scénarios d'émission de gaz à effet de serre sont consultables sur un site dédié publié par Météo-France en novembre 2022.

## Urbanisme

### Typologie
Au 1er janvier 2024, Chassant est catégorisée commune rurale à habitat dispersé, selon la nouvelle grille communale de densité à 7 niveaux définie par l'Insee en 2022.
Elle est située hors unité urbaine. Par ailleurs la commune fait partie de l'aire d'attraction de Chartres, dont elle est une commune de la couronne,. Cette aire, qui regroupe 117 communes, est catégorisée dans les aires de 50 000 à moins de 200 000 habitants,.

### Occupation des sols
L'occupation des sols de la commune, telle qu'elle ressort de la base de données européenne d’occupation biophysique des sols Corine Land Cover (CLC), est marquée par l'importance des territoires agricoles (84,8 % en 2018), une proportion identique à celle de 1990 (84,8 %). La répartition détaillée en 2018 est la suivante : 
terres arables (71,4 %), prairies (10,4 %), zones urbanisées (8,3 %), forêts (6,9 %), zones agricoles hétérogènes (3 %). L'évolution de l’occupation des sols de la commune et de ses infrastructures peut être observée sur les différentes représentations cartographiques du territoire : la carte de Cassini (XVIIIe siècle), la carte d'état-major (1820-1866) et les cartes ou photos aériennes de l'IGN pour la période actuelle (1950 à aujourd'hui).

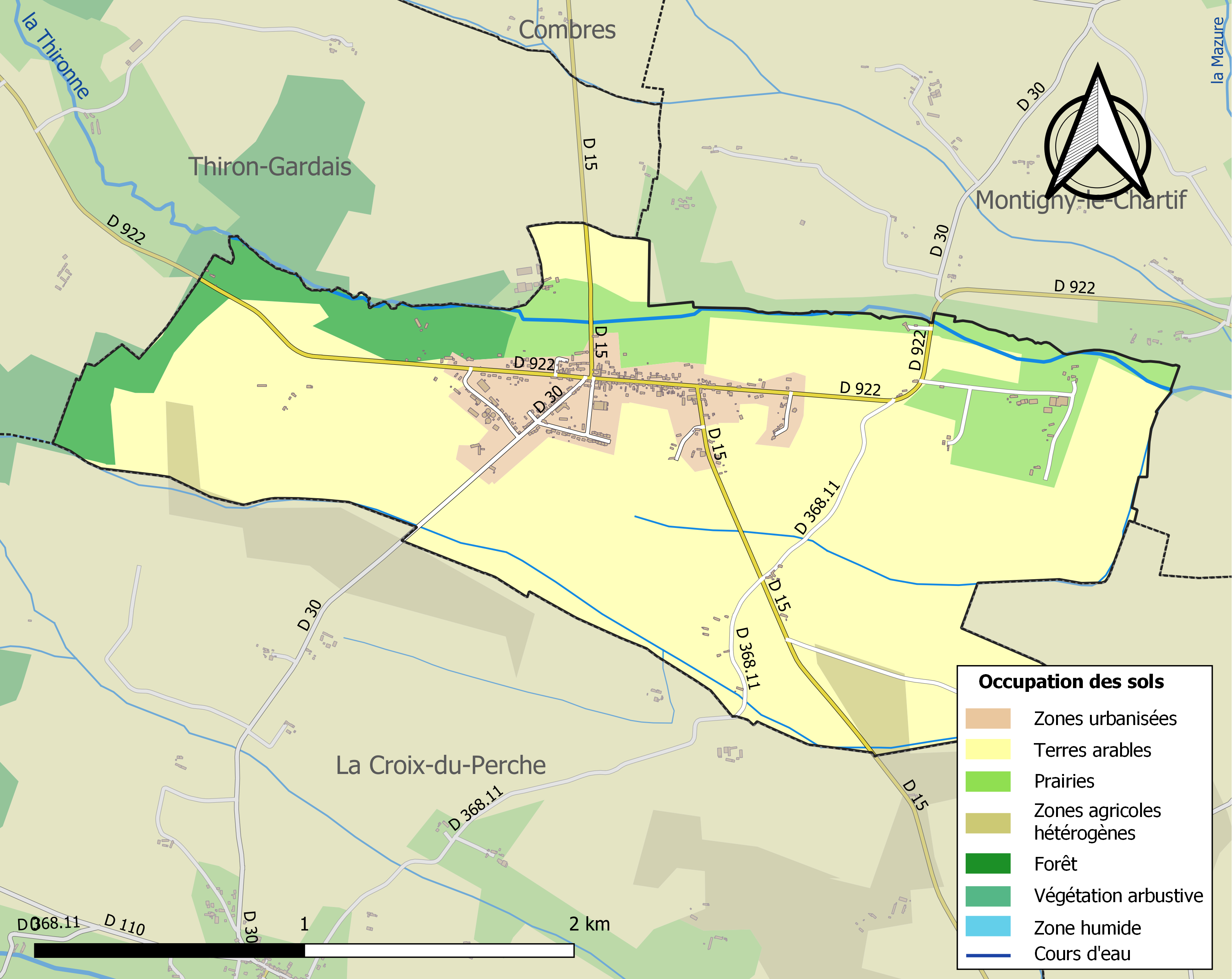
Carte des infrastructures et de l'occupation des sols de la commune en 2018 (CLC).

### Risques majeurs
Le territoire de la commune de Chassant est vulnérable à différents aléas naturels : météorologiques (tempête, orage, neige, grand froid, canicule ou sécheresse), inondationset séisme (sismicité très faible). Il est également exposé à un risque technologique, le transport de matières dangereuses. Un site publié par le BRGM permet d'évaluer simplement et rapidement les risques d'un bien localisé soit par son adresse soit par le numéro de sa parcelle.

#### Risques naturels
Certaines parties du territoire communal sont susceptibles d’être affectées par le risque d’inondation par débordement de cours d'eau, notamment le Thironne. La commune a été reconnue en état de catastrophe naturelle au titre des dommages causés par les inondations et coulées de boue survenues en 1999,.

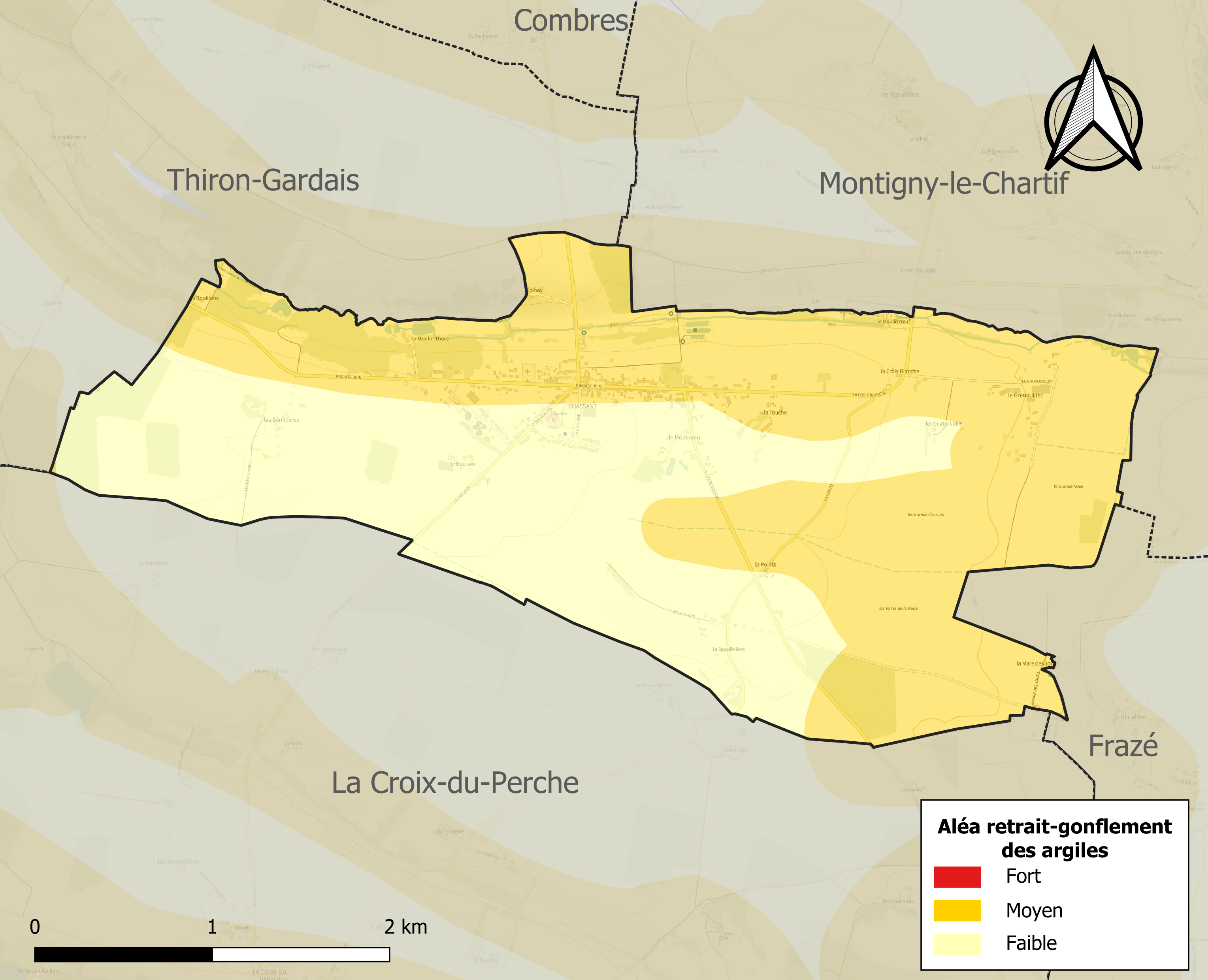
Carte des zones d'aléa retrait-gonflement des sols argileux de Chassant.

Le retrait-gonflement des sols argileux est susceptible d'engendrer des dommages importants aux bâtiments en cas d’alternance de périodes de sécheresse et de pluie. 57 % de la superficie communale est en aléa moyen ou fort (52,8 % au niveau départemental et 48,5 % au niveau national). Sur les 189 bâtiments dénombrés sur la commune en 2019, 118 sont en aléa moyen ou fort, soit 62 %, à comparer aux 70 % au niveau départemental et 54 % au niveau national. Une cartographie de l'exposition du territoire national au retrait gonflement des sols argileux est disponible sur le site du BRGM,.
Concernant les mouvements de terrains, la commune a été reconnue en état de catastrophe naturelle au titre des dommages causés par des mouvements de terrain en 1999.

#### Risques technologiques
Le risque de transport de matières dangereuses sur la commune est lié à sa traversée par des infrastructures routières ou ferroviaires importantes ou la présence d'une canalisation de transport d'hydrocarbures. Un accident se produisant sur de telles infrastructures est en effet susceptible d’avoir des effets graves au bâti ou aux personnes jusqu’à 350 m, selon la nature du matériau transporté. Des dispositions d’urbanisme peuvent être préconisées en conséquence.

## Toponymie
Le nom de la localité est attesté sous les formes Chascent vers 1150, Chacent en 1250.
Le toponyme Chassant est issu du gaulois cassanos, signifiant chêne. Peut-être de l'oil chassain « bois de chênes ».

## Histoire

### Époque contemporaine
Entre le 29 janvier 1939 et le 8 février, plus de 2 000 réfugiés espagnols fuyant l'effondrement de la république espagnole devant les troupes de Franco, arrivent en Eure-et-Loir. Devant l'insuffisance des structures d'accueil (le camp de Lucé et la prison de Châteaudun rouverte pour l’occasion), 53 villages sont mis à contribution, dont Chassant. Les réfugiés, essentiellement des femmes et des enfants (les hommes sont désarmés et retenus dans le Sud de la France), sont soumis à une quarantaine stricte, vaccinés, le courrier est limité, le ravitaillement, s'il est peu varié et cuisiné à la française, est cependant assuré. Une partie des réfugiés rentrent en Espagne, incités par le gouvernement français qui facilite les conditions du retour, mais en décembre, 922 ont préféré rester et sont rassemblés à Dreux et Lucé.

## Politique et administration

### Liste des maires
| Période                                  | Période   | Identité          | Étiquette | Qualité                                                             |
| ---------------------------------------- | --------- | ----------------- | --------- | ------------------------------------------------------------------- |
| Les données manquantes sont à compléter. |           |                   |           |                                                                     |
| 1900                                     | 1908      | Félix Charpentier |           | Sculpteur                                                           |
| avant 1951                               | ?         | Léopold Berneron  | SFIO      | Négociant en grains, conseiller général du canton de Thiron-Gardais |
| avant 1970                               | ?         | Lucien Ducatel    | DVG       |                                                                     |
| ?                                        | mars 2001 | Michel Béchade    |           |                                                                     |
| mars 2001                                | mars 2008 | Jean-Marie Aubry  |           |                                                                     |
| mars 2008                                | En cours  | Yves Ruel         | SE        | Retraité                                                            |

## Population et société

### Démographie
L'évolution du nombre d'habitants est connue à travers les recensements de la population effectués dans la commune depuis 1793. Pour les communes de moins de 10 000 habitants, une enquête de recensement portant sur toute la population est réalisée tous les cinq ans, les populations de référence des années intermédiaires étant quant à elles estimées par interpolation ou extrapolation. Pour la commune, le premier recensement exhaustif entrant dans le cadre du nouveau dispositif a été réalisé en 2006.

En 2022, la commune comptait 304 habitants, en évolution de −8,16 % par rapport à 2016 (Eure-et-Loir : −0,23 %, France hors Mayotte : +2,11 %).
| 1793 | 1800 | 1806 | 1821 | 1831 | 1836 | 1841 | 1846 | 1851 |
| ---- | ---- | ---- | ---- | ---- | ---- | ---- | ---- | ---- |
| 213  | 185  | 199  | 250  | 300  | 368  | 372  | 413  | 420  |

| 1856 | 1861 | 1866 | 1872 | 1876 | 1881 | 1886 | 1891 | 1896 |
| ---- | ---- | ---- | ---- | ---- | ---- | ---- | ---- | ---- |
| 431  | 409  | 437  | 383  | 351  | 326  | 350  | 327  | 353  |

| 1901 | 1906 | 1911 | 1921 | 1926 | 1931 | 1936 | 1946 | 1954 |
| ---- | ---- | ---- | ---- | ---- | ---- | ---- | ---- | ---- |
| 383  | 412  | 432  | 356  | 333  | 356  | 350  | 303  | 304  |

| 1962 | 1968 | 1975 | 1982 | 1990 | 1999 | 2006 | 2011 | 2016 |
| ---- | ---- | ---- | ---- | ---- | ---- | ---- | ---- | ---- |
| 285  | 322  | 308  | 291  | 305  | 298  | 317  | 324  | 331  |

| 2021 | 2022 | - | - | - | - | - | - | - |
| ---- | ---- | - | - | - | - | - | - | - |
| 312  | 304  | - | - | - | - | - | - | - |

## Culture locale et patrimoine

### Lieux et monuments

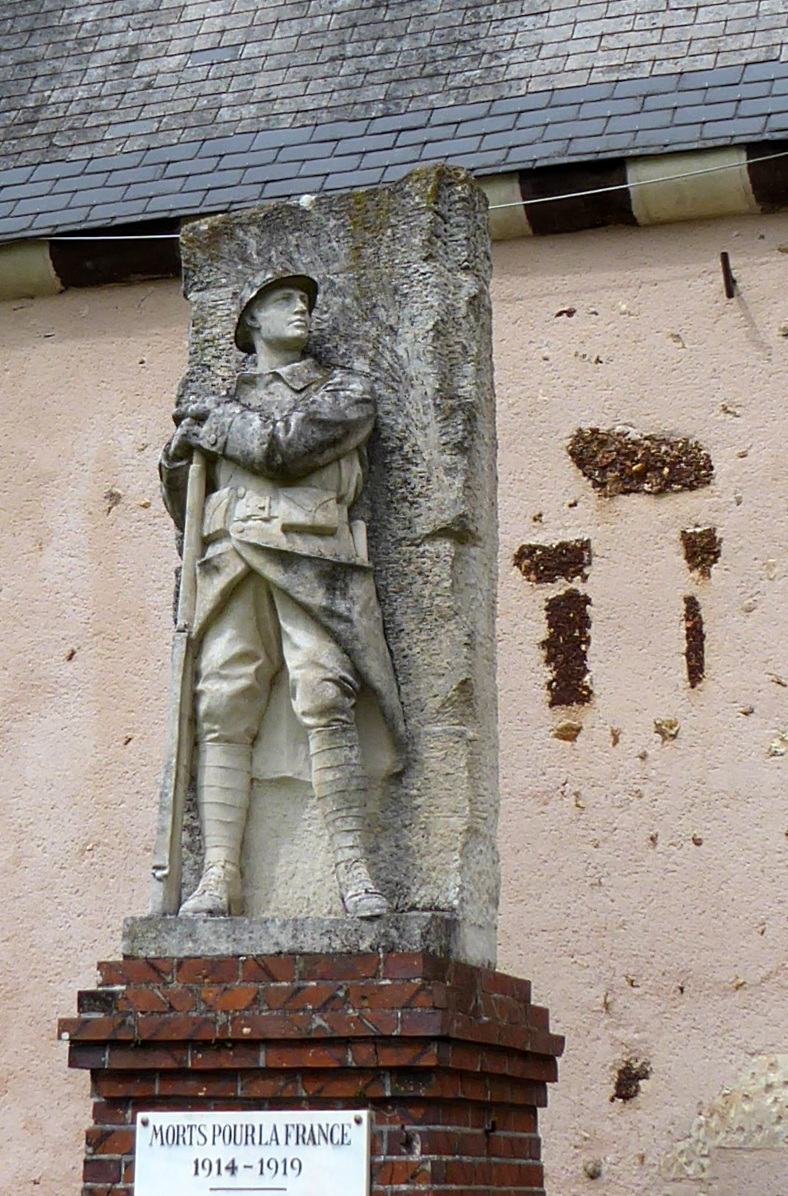
Monument aux morts de Félix Charpentier.

#### Église Saint-Lubin
Dans l'église se trouve une statue monumentale de Jeanne d'Arc à l'épée, en plâtre patiné acier, œuvre de Félix Charpentier,  Inscrit MH (2013).
Une réduction en marbre fut exposée au Salon des Artistes Français de 1905. Don du sculpteur en 1921, à la suite de la canonisation de la Pucelle.

#### Autres œuvres de Félix Charpentier
- Sur la place, adossé au mur sud de l'église, un monument aux morts représentant un Poilu, œuvre de Félix Charpentier inaugurée en 1921.
- Dans la salle du conseil municipal de la mairie se trouve un imposant buste en plâtre représentant Marianne, don du sculpteur vers 1900,  Inscrit MH (2013)[28].

Ce buste en plâtre, daté 1872, est l'original de la Marianne surmontant le monument commémorant le centenaire de la réunion du Comtat Venaissin à la France, inauguré à Avignon cette même année.

### Personnalités liées à la commune

#### Félix Charpentier (1858-1924)

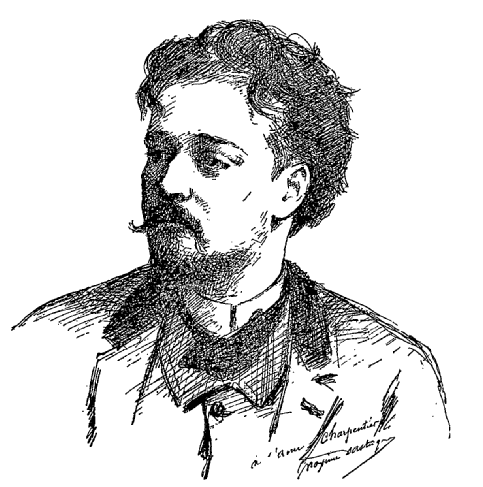
Félix Charpentier.

Félix Charpentier est un sculpteur français né à Bollène (Vaucluse) le 8 janvier 1858, mort à Paris dans son atelier, 9 rue de Ridder, le 7 décembre 1924. Officier de la Légion d'honneur, médaille d'Honneur du Salon des Artistes Français en 1893, médaille d'Or à l'exposition universelle de 1900, membre du Conseil supérieur des beaux-arts, membre du jury des salons annuels des Artistes Français de 1913 et 1921.
Après ses études à l'école des Beaux Arts de Paris (élève de Cavelier et Doublemard), il installe son atelier dans le 14e arrondissement vers 1880, et fait la connaissance de Léa Lucas (1865-1935) née à Chassant qui fut son modèle, puis devint sa femme en 1888.
Les Charpentier firent construire en 1897 leur résidence secondaire à Chassant dans le petit bois de la Garenne, qui devint vite la Villa Charpentier. Félix fut élu maire de Chassant en 1900, fonction qu'il occupa jusqu'en 1908. Après la Première Guerre mondiale, la commune de Chassant et huit autres communes d'Eure-et-Loir commandent leur monument aux Morts à Félix. Léa et Félix sont inhumés au cimetière de Chassant.

#### Félix Bacchi (1909-1978)
Pour les articles homonymes, voir Bacchi.
Petit-fils de Félix Charpentier, il s'illustra dans la fabrication de miroir pour télescope astronomique à partir des années 1946 et jusqu'à la fin de sa vie. Il signa 431 miroirs d'excellente qualité que les amateurs et professionnels d'astronomie du monde entier apprécient encore de nos jours. La construction en 1947 d'un observatoire astronomique "le Petit Forcalquier" et d'un télescope équipé du premier miroir taillé par Félix (monture équatoriale de type Newton, miroir de 260 mm), lui permet de réaliser de beaux clichés de nébuleuses et amas d'étoiles célestes pour lesquels il fut lauréat de la Société astronomique de France. L'observatoire, conservé pratiquement dans son état d'origine, est toujours visible dans le jardin de la Villa Charpentier. La qualité des observations s'est par contre détériorée à la suite de l'extension des constructions face au télescope et l'installation de l'éclairage public.